# Broken Blossom
Broken Blossom — четвёртый студийный альбом американской певицы и актрисы Бетт Мидлер, выпущенный в 1977 году под лейблом Atlantic Records. Как и в предыдущих работах, в альбоме представлены кавер-версии песен различных жанров. Пластинка смогла добраться до пятьдесят первого места в альбомном чарте Billboard Top LPs & Tape. Название альбома — аллюзия на название фильма «Сломанные побеги» (англ. Broken Blossoms).

## Список композиций
| №  | Название                                                | Длительность |
| -- | ------------------------------------------------------- | ------------ |
| 1. | «Make Yourself Comfortable»                             | 3:59         |
| 2. | «You Don’t Know Me»                                     | 3:39         |
| 3. | «Say Goodbye to Hollywood»                              | 3:02         |
| 4. | «I Never Talk to Strangers» (совместно с Томом Уэйтсом) | 3:39         |
| 5. | «Daybreak (Storybook Children)»                         | 3:40         |
| 6. | «Red»                                                   | 3:17         |

| №   | Название                             | Длительность |
| --- | ------------------------------------ | ------------ |
| 7.  | «Empty Bed Blues»                    | 3:19         |
| 8.  | «A Dream Is a Wish Your Heart Makes» | 3:09         |
| 9.  | «Paradise»                           | 4:15         |
| 10. | «Yellow Beach Umbrella»              | 4:24         |
| 11. | «La Vie en rose»                     | 2:59         |

## Позиции в хит-парадах
| Хит-парад (1977)              | Высшая позиция |
| ----------------------------- | -------------- |
| Австралия (Kent Music Report) | 47             |
| Канада (RPM Top Albums/CDs)   | 46             |
| США (Billboard 200)           | 51             |